# Lhotka (Ostrava)

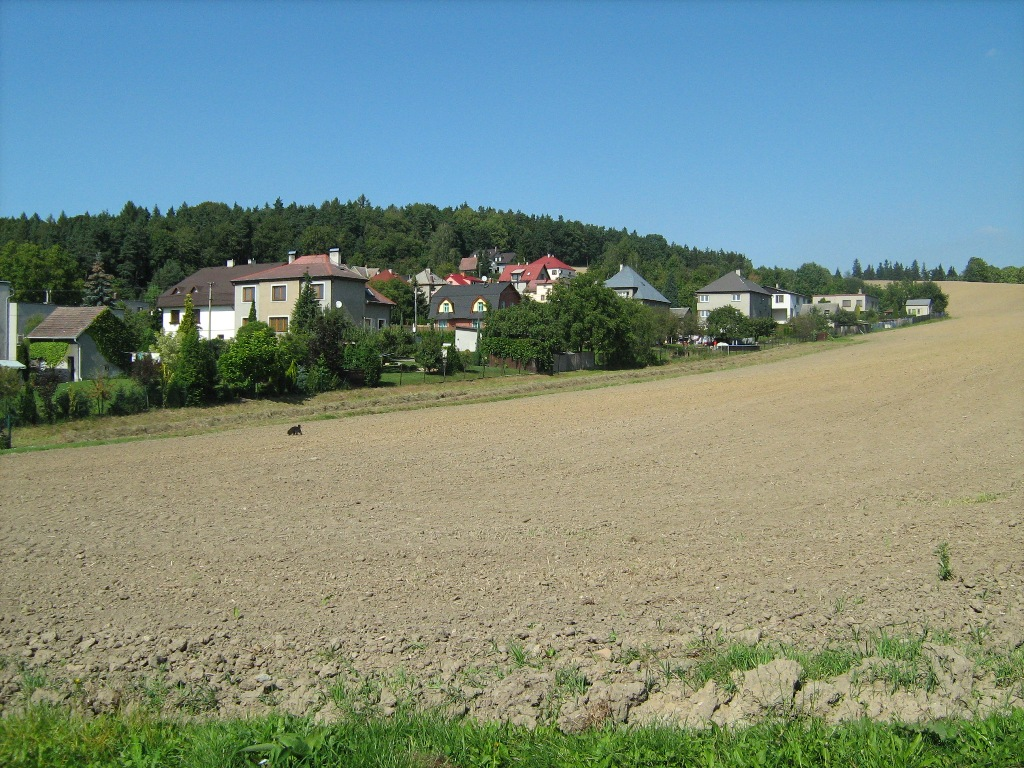
Ortsansicht

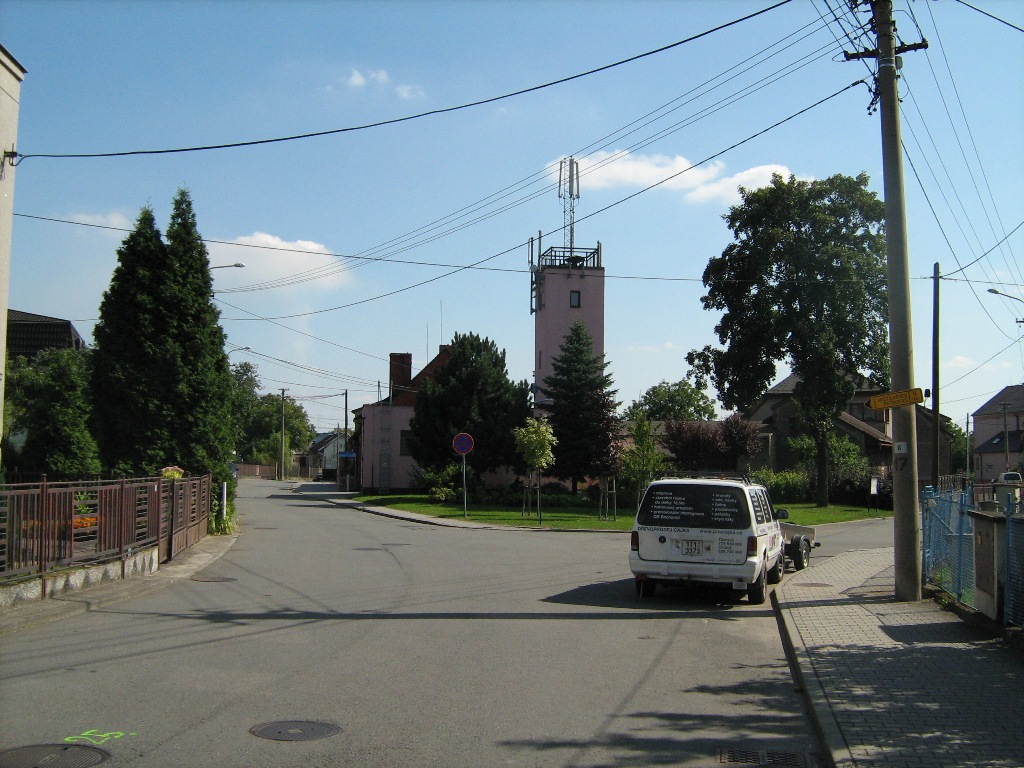
Dorfstraße und Spritzenhaus

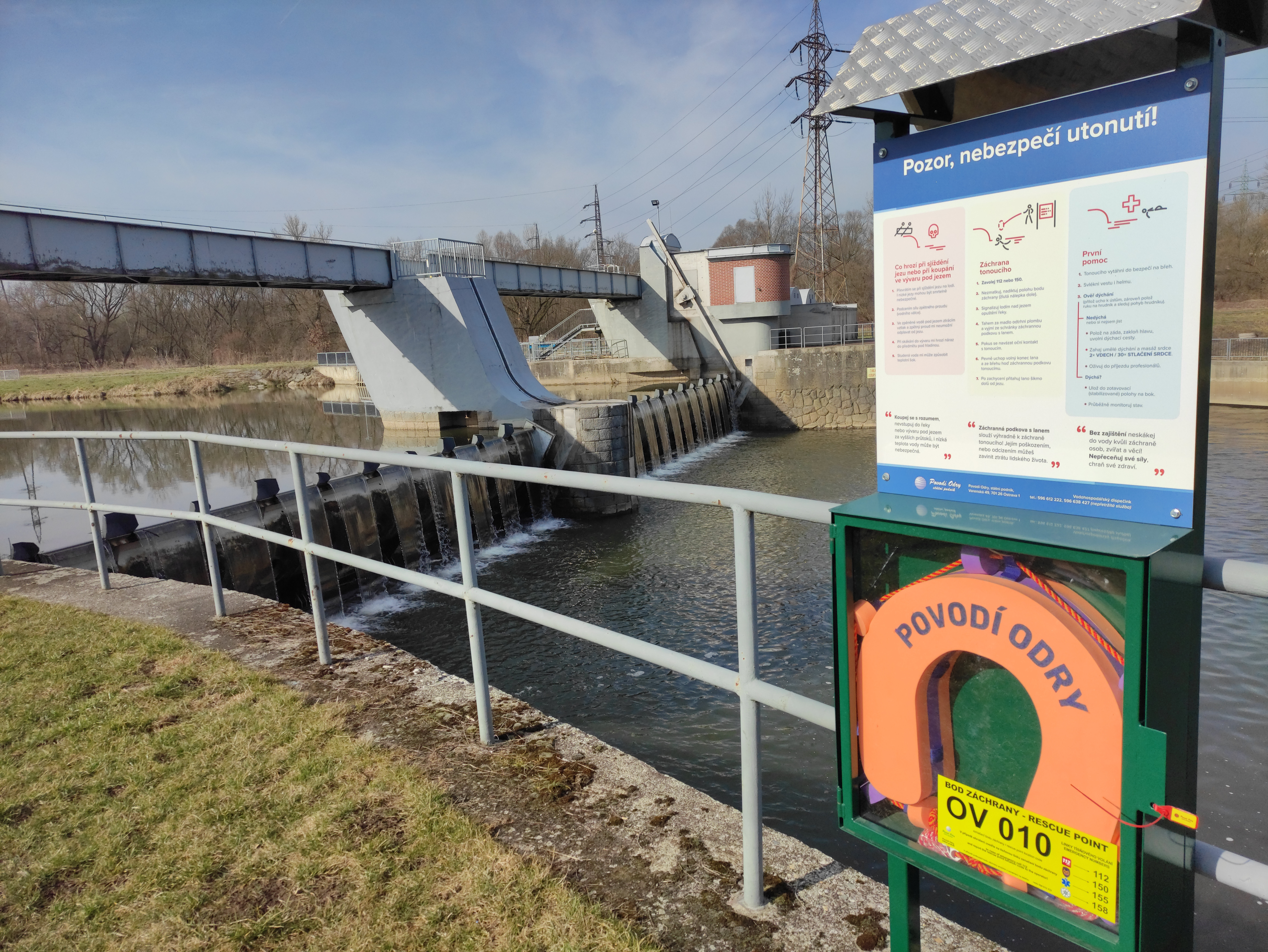
Oderwehr

Lhotka, 1960–1976 Lhotka u Ostravy (deutsch Ellguth-Hultschin, früher Ellgoth-Hultschin, polnisch Ligotka) ist ein Stadtbezirk von Ostrava in Tschechien. Er liegt fünf Kilometer nordwestlich des Stadtzentrums am linken Ufer der Oder.

## Geographie
Das von ausgedehnten Wäldern umgebene Angerdorf Lhotka befindet sich in den Ausläufern der Vítkovská vrchovina (Wigstadtler Berge). Nordwestlich erhebt sich der Hřib (Pilz; 321 m. n.m.). Gegen Norden erstreckt sich der Ludgeřovický les (Ludgerstaler Wald), nordwestlich der Bobrovnický les (Bobrowniker Wald). Unterhalb des Dorfes liegt das Oderwehr Lhotecký jez. Im südlichsten Teil der Gemarkung wird die Oder von der Autobahn D 1 überquert.
Nachbarorte sind Vrablovec (Wrablowetz) und Ludgeřovice (Ludgerstal) im Norden, Petřkovice (Petershofen) im Nordosten, Přívoz (Oderfurt) im Osten, Mariánské Hory (Marienberg) und Hulváky (Hulwaken) im Südosten, Nová Ves (Neudorf) und Hošťálkovice (Hoschialkowitz) im Süden, Martinov (Martinau) im Westen sowie Bobrovníky (Bobrownik) und Malánky (Malanken) im Nordwesten.

## Geschichte
Das Dorf ist eine der zahlreichen Ortsgründungen nach dem Lhotensystem und entstand wahrscheinlich am Übergang vom 13. zum 14. Jahrhundert.
Die erste schriftliche Erwähnung von „Lhotka an der Oder“ erfolgte 1464 im Zuge eines Grenzstreits über das Weideland zwischen dem alten und neuen Flusslauf der Oder, den der Besitzer des Gutes Třebovice, Stefan Stral von Czechel (Štěpán Střela z Chechle), gegen den Grundherrn von Prziwos, Wenzel Felkel von Czochtendorf, führte. 1494 verkaufte der Landeshauptmann des Herzogtums Troppau das Dorf „Lhotka unter Hoschialkowitz“ dem Besitzer der Hultschiner und Friedeker Weiden in den Oderauen, Johann Trnka von Ratibor auf Strečno. Danach blieb das Dorf immer Teil der Herrschaft Hultschin. Nachfolgende Besitzer waren ab 1498 Melchior und Balthasar Wilczek von Gutenland, ab 1518 Bernhard von Zwole, von 1542 bis 1629 die Freiherren von Würben und Freudenthal, danach bis 1727 die Grafen Gaschinsky von Gaschin und anschließend Karl Anton Gianini, Marchese Carpineti. Im Laufe der Zeit wandelte sich der Ortsname in die in Schlesien gebräuchliche Namensform Ellgoth.
Veränderungen des Flussbettes der Oder bei Ellgoth und Hoschialkowitz führten immer wieder zu Streitigkeiten mit den Grundherren auf der mährischen Oderseite. 1561 bestimmte eine königliche Kommission den seinerzeitigen Flusslauf als neue Grenze zu den zur Stadt Mährisch Ostrau gehörigen Dörfern Prziwos und Teufelsdorf. Das älteste Ortssiegel stammt von 1722 und zeigt den hl. Nikolaus von Myra mit Krummstab. Im Karolinischen Kataster von 1723 sind für Ellgoth elf Bauern, darunter ein Vogt, sowie neun Gärtner aufgeführt.
Nach dem Ersten Schlesischen Krieg fiel Ellgoth 1742 mit dem größten Teil Schlesiens an Preußen. Die neue Grenze zu Österreich verlief östlich – entlang der Oder. 1743 wurde Ellgoth dem neugebildeten Kreis Leobschütz zugeordnet. Im Jahre 1783 hatte Ellgoth 117 Einwohner; das Dorf bestand aus einem Erbrichter, zehn Bauern, neun Gärtnern und 26 Häuslern.
Bis zum Beginn des 19. Jahrhunderts lebten die Bewohner des Dorfes ausschließlich von der Landwirtschaft. Im Zuge der Kreisreform vom 1. Januar 1818 wurde Ellgoth dem Kreis Ratibor zugewiesen. Ab 1819 war der Freiherr Spens von Booden Besitzer der Herrschaft. 1825 standen in Ellgoth bei Hultschin bzw. Ligota 43 Häuser; das Dorf hatte 171 katholische Einwohner. Grundherr war die Oberschlesische Landschaft, die die Grundherrschaft Hultschin kurz zuvor von den von Spens’schen Erben übernommen hatte. Pfarrort war Hultschin.
Die 1830 aufgenommene Steinkohlengrube „Ferdinandsglück“, später „Anselm“, bei Petrzkowitz hatte großen Einfluss auf den Wandel des Dorfes und die Ansiedlung von Bergarbeitern. 1842 erhielt Ellgoth ein eigenes Schulhaus, zuvor wurde im Wohnhaus Nr. 10 unterrichtet. Unter dem nachfolgenden Besitzer der Grundherrschaft, Victor Wichura, erfolgte der Ausverkauf des östlichen Teils der Herrschaft. Ellgoth wurde 1843 abgetrennt und an den Besitzer des Gutes Hoschialkowitz, den Mährisch Ostrauer Kaufmann Römisch, veräußert.
Im Jahre 1840 bestand Ellgoth Hultschin, auch Ellguth bzw. Ligota genannt, aus 50 Häusern. In dem Dorf mit 274 Einwohnern – darunter vier Juden – gab es eine katholische Schule, in die auch die Kinder aus Bobrownik eingeschult waren, ein Wirtshaus, je zwei Handwerker und Händler sowie mehrere Steinbrüche. Das Dorf war nunmehr nach Hoschialkowitz eingepfarrt. Salomon Meyer von Rothschild, der im selben Jahre von Wichura die Grundherrschaft Hultschin erworben hatte, kaufte Ellgoth wenig später zurück und vereinigte das Dorf wieder mit Hultschin. Am 24. April 1845 wurde das Steinkohlenbergwerk „Friederike Auguste“ an Salomon Meyer von Rothschild verliehen. Im Jahre 1864 bestand die Gemeinde Elgot-Hultschin bzw. Lhotka aus einer Erbrichterei, zehn Bauernhöfen, neun Gärtnern und 26 Häuslerstellen einschließlich eines Kretschams. In der Schule wurden 66 Kinder aus dem Dorf und 31 aus Bobrownik unterrichtet. Zur Gemeinde gehörten 597 Morgen Land, davon 510 Morgen Ackerland, 40 Morgen Wiegen und 30 Morgen Hutung. Auf der österreichischen Oderseite befand sich eine Gemeindehutung. Ein Teil der Bewohner arbeitete in Nebenerwerb in den umliegenden Kohlengruben.
1869 bestand Elgoth-Hultschin aus 72 Häusern und hatte 471 Einwohner. Im Mai 1874 wurde aus den Landgemeinden Bobrownik, Ellguth-Hultschin, Hoschialkowitz, Klein Darkowitz und Langendorf sowie den Gutsbezirken Vorwerk Hoschialkowitz, Schloss Hultschin und Klein Darkowitz der Amtsbezirk Schloss Hultschin gebildet. 1891 wurde bei Petrzkowitz die neue Steinkohlengrube „Oskar“ aufgenommen, deren Abbau später auch unter den Fluren von Ellguth-Hultschin erfolgte. Im Jahre 1900 hatte Ellguth-Hultschin 728 Einwohner, 1910 waren es 834. Am 4. Juni 1912 wurde die Landgemeinde Ellguth-Hultschin in den Amtsbezirk Petershofen umgegliedert.
Aufgrund des Versailler Vertrages von 1919 wurde das Hultschiner Ländchen am 4. Februar 1920 der Tschechoslowakei zugeschlagen und daraus der Okres Hlučín gebildet.
1921 lebten in den 119 Häusern der Gemeinde Lhotka/Ellguth-Hultschin 966 Personen, darunter 890 Tschechen und 63 Deutsche. 1930 bestand Lhotka aus 138 Häusern und hatte 1017 Einwohner.
Nach dem Münchener Abkommen wurde Ellguth-Hultschin am 2. Oktober 1938 zusammen mit dem Hultschiner Ländchen vom Deutschen Reich besetzt. Die Gemeinde gehörte nunmehr zum Landkreis Hultschin, der 1939 dem Landkreis Ratibor in der preußischen Provinz Schlesien eingegliedert wurde. Der am 17. Januar 1939 neu eingerichtete Amtsbezirk Hoschialkowitz bestand aus den Gemeinden Bobrownik, Ellguth-Hultschin und Hoschialkowitz. Am 30. April 1945 besetzte die Sowjetarmee das Dorf.
Nach dem Ende des Krieges kam Lhotka wieder an die Tschechoslowakei zurück. 1949 wurde die Gemeinde dem Okres Ostrava-okolí zugeordnet. Im selben Jahr erfolgte die Kollektivierung der Landwirte zu einer JZD; außerdem entstand ein Kindergarten. Zu Beginn der 1950er Jahre entstand eine Finnhaussiedlung. Im Jahre 1950 bestand Lhotka aus 158 Häusern und hatte 979 Einwohner. 1954 wurde auf den Gemeindefluren mit dem Abbau von Kies und Sand für die umfangreichen Industrie- und Wohnungsbauvorhaben in Ostrava begonnen. Im Zuge der Gebietsreform von 1960 erfolgte die Umgliederung der Gemeinde in den Okres Opava und die Änderung der Gemeindenamens in Lhotka u Ostravy. Die JZD Lhotka schloss sich 1961 mit der JZD Petřkovice zu JZD Horník zusammen, deren Sitz in Lhotka war. 1970 lebten in den 238 Häusern des Dorfes 997 Personen. Am 6. April 1976 wurde die Gemeinde wieder in Lhotka rückbenannt und am 24. April 1976 als Stadtteil nach Ostrava eingemeindet. 1991 hatte Lhotka 941 Einwohner und umfasste 291 Häuser. Beim Zensus von 2011 bestand Lhotka aus 370 Wohnhäusern und hatte 1192 Einwohner.

## Ortsgliederung
Der Stadtbezirk Lhotka ist mit dem gleichnamigen Stadtteil identisch und bildet den Katastralbezirk Lhotka u Ostravy.

## Sehenswürdigkeiten
- Kapelle des hl. Urban, errichtet 1889